# Il libro di Dede Korkut
Il Libro di Dede Korkut (o di Dede Qorqut o di Dada Gorgud, in turco Dede Korkut Kitabı) è una raccolta di 12 storie in prosa che narrono le gesta dei turchi Oghuz, una confederazione di tribù turche stanziatesi in Asia centrale tra il basso Medioevo e l'età moderna, da cui discenderanno i Selgiuchidi e gli Ottomani.
Questa raccolta di storie è oggi parte integrante della cultura letteraria dei paesi con lingua di origine turca, quali la Turchia, l'Azerbaigian, il Turkmenistan, il Kazakistan e, in misura minore, il Kirghizistan.
Non è stato ancora definito con precisione il periodo in cui i racconti orali sono stati raccolti e trascritti; gli studiosi propendono a collocarne la redazione intorno al XIV-XV secolo. I racconti di carattere epico raccolti ne Il libro di Dede Korkut rappresentano una parte dei circa 1000 racconti epici raccolti attorno alla cultura mongola e turca e tra questi si distinguono per importanza e valore storico. Il libro di Dede Korkut è stato dichiarato dall'UNESCO opera letteraria dell'anno 2000.

## Compendio dell'opera
Il Libro di Dede Korkut è un dastan (racconto epico trasmesso oralmente) conosciuto anche col nome di Oghuz-nameh. Interessa un'area molto vasta comprendente l'Asia Centrale, l'Iran e l'Anatolia, anche se la maggior parte delle vicende si svolge nella zona azera del Caucaso. Secondo lo storico sovietico di turcologia Vasilij Vladimirovič Bartol’d (1869-1930) l'opera sarebbe stata scritta proprio in questa regione.
Questo libro rappresenta per i Turchi, in particolare per coloro che si riconoscono come oguzi, un compendio sulla propria storia e identità etnica, sui costumi e il sistema di valori dei propri avi. Il libro celebra le lotte per la libertà, in un periodo in cui i turchi oguzi erano un popolo di pastori, ma secondo lo studioso Geoffrey Lewis (1920-2008), docente di lingua turca all'Università di Oxford, "è chiaro che le storie sono state messe nella forma attuale quando i turchi Oghuz non pensavano più a loro stessi come appartenenti a tale etnia". Tra la metà del X e l'inizio del XIII secolo il termine "Oghuz" venne gradualmente soppiantato fra gli stessi turchi con quello di "Turcomanno", con il quale venivano definiti i turchi (oguzi e non solo) convertiti alla religione islamica e praticanti uno stile di vita più sedentario, lontano dalle origini nomadi.

### Contenuti
Attraverso le storie della raccolta, appare sovente la figura del vecchio Dede Korkut, talvolta paciere altre volte ammonitore, detentore di grande saggezza. In passato, tra gli ahiks (singolare aksakal, "dalla barba bianca"), i narratori di dastan, gli anziani rispettati delle tribù venivano chiamati dede, cioè nonno, termine utilizzato poi all'interno dei nuclei familiari. Ancora oggi, in alcuni paesi di origine turca come l'Azerbaijan, il termine aksakal viene usato con rispetto per descrivere un membro importante della famiglia, rimpiazzando di fatto il termine ata, "padre" o "avo".
Secondo Fabio Salomoni Dede Korkut rivestirebbe "le caratteristiche dello sciamano (gam) e del cantastorie (ozan) della tradizione turca preislamica".
I racconti parlano di guerrieri e combattimenti, in particolare dei conflitti che vedevano come protagonisti i turcomanni contro i turco altaici Qıpçaq e i nomadi delle steppe Peceneghi (Beçenek). Molti temi sembrano simili a quelli tipici della tradizione letteraria occidentale e ai miti greci: ad esempio, la storia che racconta del mostro Tepegoz (Goggle-eye in inglese) assomiglia molto a quella del ciclope Polifemo narrata nell'Odissea di Omero, così come la storia che racconta di un eroe che torna in patria senza essere riconosciuto e che potrà ricongiungersi alla moglie solo riuscendo a flettere il proprio arco.
Le dodici storie contenute nel Libro di Dede Korkut ritraggono spesso i protagonisti come dei buoni musulmani, intenti a combattere e a ostacolare i propri avversari, considerati infedeli. Ci sono tuttavia dei riferimenti alla magia, un argomento ricorrente nella tradizione turca, in particolare quella preislamica, considerata nell'islam "l'era dell'ignoranza" (in arabo: جاهلية - jāhilīyah).
Nel libro vengono descritte in dettaglio le attività sportive svolte dagli antichi popoli turchi, e sottolineate le qualità fisiche e atletiche degli uomini e delle donne. Vengono tutti ritenuti atleti di grande qualità, specialmente per quanto riguarda l'equitazione, la lotta libera, il polo, il tiro con l'arco e il lancio del giavellotto, sport nazionali turchi.

#### Sinossi
(Titoli forniti dal traduttore Geoffrey Lewis)
1. Boghach Khan figlio di Dirse Khan: racconta la miracolosa nascita di Boghach Khan, di come crescendo è divenuto un guerriero portentoso ed è riuscito ad accaparrarsi un regno; di come suo padre Dirse è stato ingannato dai suoi stessi militari, che volevano Boghach morto e convinsero Dirse a cercare di ucciderlo. Di come Boghach sia stato salvato da sua madre e di come, infine, Boghach abbia salvato suo padre dai suoi militari traditori. Korkut appare alla fine della vicenda, quando i protagonisti stanno festeggiando, e scrive la storia delle loro gesta.
2. Come la casa di Salur Kazan's fu saccheggiata: racconta del kafir (infedele) Re Shökli di Georgia che razziò l'accampamento di Salur Kazan mentre costui era impegnato in una battuta di caccia con i suoi nobili; di come poi Kazan insieme al pastore Karajuk si siano alleati per trovare Shökli; di come la moglie di Kazan, Burla, e il loro figlio abbiano dimostrato intelligenza, prontezza ed eroismo durante il periodo di cattività, e di come Kazan coi suoi alleati sia riuscito a sconfiggere Shökli.
3. Bamsi Beyrek del Cavallo Grigio: racconta di come il giovane principe Bay Büre dimostrò il suo valore acquisendo il nome di Bamsi Beyrek, di come vinse la mano di Lady Chichek contro la resistenza del fratello di lei, Karchar il pazzo, di come fu rapito dagli uomini del Re Shökli e tenuto prigioniero per sedici anni, di come sia fuggito dopo aver sentito che la sua amata era stata data in moglie a un altro uomo e di come sia riuscito a riconquistarla; Korkut appare nella storia come un attore, che fornisce al principe Bay Büre il suo nome Bamsi Berek e lo aiuta a convincere con l'astuzia Karchar il pazzo.
4. Come fu imprigionato il principe Uruz figlio del principe Kazan: racconta di come Salur Kazan si rese conto che suo figlio Uruz fosse già sedicenne senza aver mai partecipato a una battaglia, di come i due siano stati sorpresi da infedeli mentre cacciavano e di come Uruz, preso dal panico, sia stato imprigionato, di come sua madre reagì nel sapere suo figlio prigioniero e di come gli uomini di Kazan e Burla abbiano salvato Uruz, il quale era stato ritrovato da Kazan. In questa storia sono menzionato tre re infedeli: Shökli, Kara Tüken e Bughachuk che viene decapitato.Manoscrito del libro di Dede Korkut

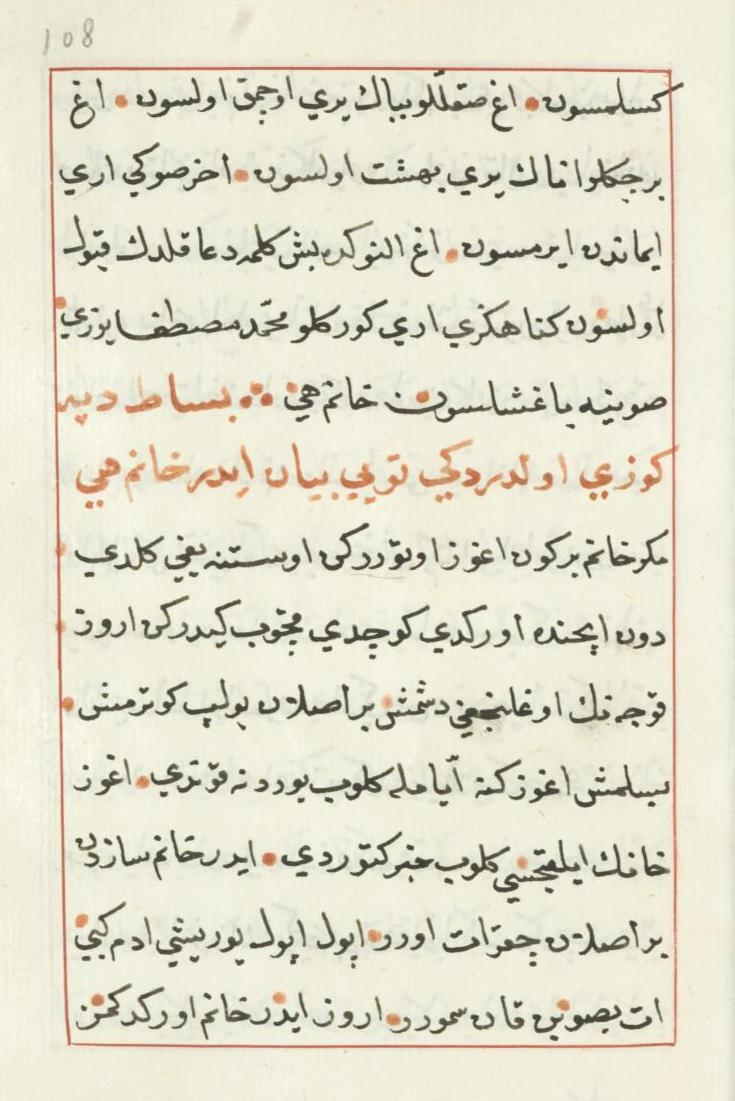
Manoscrito del libro di Dede Korkut

5. Dumrul il Selvaggio, figlio di Dukha Koja: racconta di come Dumrul il selvaggio abbia offeso Dio sfidando Azraele, l'angelo della morte, di come poi abbia capito il suo errore e trovato perdono in Dio a condizione che qualcun altro accettasse di morire in sua vece, di come tutti i parenti di Dumrul si siano rifiutati di accettare lo scambio e di come l'unica ad accettare sia stata sua moglie; di come Dumrul si sia prostrato davanti a Dio chiedendo di salvarla e di come Dio abbia concesso loro 140 anni di vita; Korkut appare alla fine per comandare che questa storia sia mantenuta in vita grazie ai bardi.
6. Kan Turali figlio di Kanli Koja: racconta di come Kan Turali abbia conquistato il cuore e la mano della principessa infedel Saljan di Trebisonda sconfiggendo a mani nude un toro, un leone e un cammello, di come il padre della principessa abbia cambiato idea e mandato 600 uomini per ucciderlo e di come infine la principessa aiuti Kan Turali a sconfiggere gli uomini di suo padre. Korkut appare anche in questo caso come un bardo che racconta la vicenda intera al matrimonio tra Kan Turali e la principessa Saljan.
7. Yigenek figlio di Kazilik Koja: racconta di come Kazilik Koja è stato catturato dal re infedele Direk di Arshuvan mentre cercava di razziare il castello di Düzmürd sul mar Nero, di come sia tenuto prigioniero per 16 anni, di come suo figlio Yigenek crebbe senza sapere che il padre era tenuto prigioniero e di come scoprì che era ancora vivo e chiese perciò il permesso al Khan Bayindir per salvarlo, e infine di come Yigenek sconfigge il re Direk dopo che gli uomini di Bayindir avevano fallito. Korkut appare alla fine, durante le celebrazioni per la vittoria di Yigenek.
8. Come Basat uccise Tepegoz: racconta di come Basat sia stato cresciuto da una leonessa e di come Tepegoz sia nato da padre umano e madre peri (creatura a metà tra angelo e demone, nella mitologia armena e persiana), di come i due siano stati cresciuti come fratelli, di come Tepegoz terrorizzò gli oguzi chiedendo loro di continuo giovani uomini e pecore da mangiare, di come Basat fu convinto da una madre degli oguzi a combattere contro Tepegoz, che viene ucciso in modo molto simile a come accade nell'Odissea a Polifemo. Korkut in questo racconto gioca il ruolo di mediatore tra Tepegoz e gli oguzi.
9. Emren figlio di Begil: racconta di come Begil sia divenuto guardiano di Georgia per conto di Bayindir Khan, e di come sia tentato alla ribellione dopo essere stato offeso da questi; di come Begil si rompe una gamba dopo una caduta da cavallo durante una battuta di caccia e di come Shökli tenti di approfittare della situazione per attaccarlo; di come Emren prende l'armatura del padre e conduce gli uomini di Begil in sua difesa e di come Dio ascolti le preghiere di Emren che gli chiede la forza necessaria per vincere. Emren riesce anche a convertire Shökli all'Islam. Al termine della storia Begil e Bayindir Khan Begil e Bayindir Khan si riconciliano.
10. Segrek figlio di Ushun Koja: racconta di come Egrek, figlio maggiore di Ushun Koja, sia stato catturato dal Re Nero vicino a Julfa e rinchiuso nelle prigioni della torre Alinja; di come Segrek crebbe senza sapere che il fratello maggiore era rinchiuso, finché non venne insultato da alcuni ragazzi per questa ragione; di come Ushun Koja e sua moglie cercarono di evitare che Segrek andasse in cerca di suo fratello facendolo sposare, e di come Segrek rifiuti di consumare le nozze fino a che non trova suo fratello; di come Segrek raggiunge il castello del Re Nero e si difende dagli attacchi dei suoi uomini, cadendo poi in un profondo sonno per la stanchezza; di come il Re Nero promette ad Egrek di lasciarlo libero se si prenderà cura dell'assalitore misterioso; di come i fratelli si riconoscono e insieme uccidono gli uomini del Re Nero, per poi tornare a casa assieme.
11. Come Salur Kazan fu imprigionato e come suo figlio Uruz lo ha liberato: racconta di come Salur Kazan fu imprigionato a Trebisonda, presso il castello di Tomanin, dove insultò gli infedeli rifiutando di chiedere loro pietà; di come suo figlio Uruz sia cresciuto senza sapere nulla di suo padre, e di come abbia scoperto della sua prigionia; di come Uruz abbia condotto un esercito di nobili per salvare Salur Kazan, e di come abbiano attaccato Ayasofia a Trebisonda; di come Salur sia stato inviato per proteggere il castello dagli assalitori, ma avendo capito chi erano costoro, si sia rifiutato di ucciderli; di come, infine, lui e suo figlio si riunirono e attaccarono assieme gli infedeli, li sconfissero e tornarono a casa.
12. Cosa gli oguzi periferici si ribellarono agli oguzi centrali e come morì Beyrek: racconta della ribellione degli Oguzi periferici contro Kazan Khan dopo essersi sentiti da lui offesi in favore degli Oguzi centrali; di come lo zio di Kazan, Uruz, cerchi di convincere il figliastro Beyrek ad aderire con lui alla ribellione, e di come venga ucciso perché Beyrek rifiuta l'offerta; di come il corpo di Beyrek sia riportato a casa, dove chiede a Kazan di vendicarlo e, infine, di come Kazan sconfigge Uruz, riportando i ribelli alla fedeltà.
13. Le conoscenze di Dede Korkut: l'epilogo riassume le conoscenze del saggio Korkut, che in una massima afferma: "Il bardo vaga di terra in terra, da principe a principe, portando il suo liuto lungo un braccio; il bardo conosce l'uomo generoso e l'uomo avaro"[15]

## Dede Korkut
Korkut è la figura chiave dell'intera raccolta; si presenta come un anziano che attraversa le varie storie dando consigli e dettando la morale. Solitamente appare alla fine dei racconti, come a chiuderne definitivamente le vicende. Korkut è colui che compone e canta le storie, come un menestrello, accompagnato dal suo strumento musicale, un liuto.
Korkut attraversa le storie come un bardo che racconta le gesta delle genti turche, dalla loro realtà nomade alla progressiva sedentarizzazione. La sua voce narrante lega come un filo invisibile storie lontane tra loro anche di molti anni, attraversando con le vicende narrate molte generazioni. È plausibile che le storie siano state narrate da molti autori e che siano poi state raccolte in un'opera unitaria in cui la figura di Korkut assume il ruolo di tramandare le gesta dei turchi oghuzi.
È chiaro il tentativo di conciliare antiche credenze (sciamanesimo) e nuova religione (islam) attraverso la figura di questo vecchio saggio, che svolge l'importante ruolo di consigliere. Sono molti i riferimenti a elementi naturali (Korkut paragona un grande Khan oghuzo alla punta dell'ala di un uccello) tipici del panorama sciamanico, subito seguiti da invocazioni all'unico Dio (Korkut chiede a Dio di proteggere le anime del padre e della madre del Khan).
Korkut svolge anche il ruolo di protettore della tradizione attraverso la divulgazione di informazioni per via orale: il susseguirsi degli avvenimenti nelle storie segue infatti il classico stile di trasmissione orale di una storia, che viene recitata davanti a un pubblico che ripeterà precisamente gli avvenimenti come li ha sentiti dal bardo che li ha elencati.

## Datazione dell'opera
Datare precisamente il libro è molto difficile a causa della natura nomade delle popolazioni turche e della loro abitudine a tramandare le storie oralmente. Per lo stesso motivo è impossibile individuarne l'autore, essendo le storie state narrate da molti, ognuno con il proprio stile e le proprie variazioni.
Sono state proposte numerose datazioni per quest'opera. Geoffrey Lewis sostiene che la stesura del testo risalirebbe ai primi anni del XV secolo e raccoglierebbe due gruppi di storie: quelle che raccontano delle guerre tra i Turcomanni e i loro nemici (Peceneghi e Qipchaq) e quelle che parlano delle campagne militari degli Aq Qoyunlu nel XIV secolo; l'ipotesi che l'opera risalga a queste date è sostenuta anche da Cemal Kafadar, docente di lingua turca all'università di Harvard, il quale sostiene che "l'autore elogia sia gli Aq Qoyunlu che gli ottomani".
Se Stanford Jay Shaw colloca la scrittura dell'opera nel XIV secolo, altri studiosi sono invece indecisi tra più opzioni: il professor Michael E. Meeker sostiene che la versione orale delle storie non sarebbe più antica del XIII secolo, e quella scritta del XV secolo.
Si può sostenere per certo che la storia numero 8 esisteva già nel XIV secolo nella tradizione scritta araba: si tratta della storia Durar al-Tijan, scritta in Egitto tra il 1309 e il 1340, e mai pubblicata.
Alcuni tra i più autorevoli esperti di narrativa turca antica e racconti turchi, quali Vasily Bartold e Geoffrey Lewis, sostengono che il Libro di Dede Korkut ha molti aspetti caratteristici della lingua Azeri, dialetto turco parlato in Azerbaijan.

### Storia del manoscritto
Il Libro di Dede Korkut venne tradotto in francese, inglese e russo all'inizio del XVIII secolo, ma attirerà l'attenzione del pubblico europeo solo dopo il 1815, grazie ad una traduzione parziale in tedesco ad opera di H.F. Von Diez, sulla base di un manoscritto trovato nella Biblioteca Reale di Dresda. L'unico altro manoscritto esistente del Libro di Dede Korkut è stato scoperto nel 1950 da Ettore Rossi nella Biblioteca Vaticana.
Le vicende narrate nel libro vennero tramandate a lungo nella tradizione orale prima di essere impresse su carta, in prosa ornata di passaggi poetici. Una recente ricerca condotta da studenti turchi rivela che esiste una variante turcomanna dell'opera, contenente ben sedici storie, che sarebbe stata trascritta e pubblicata nel 1998.

## IlLibro di Dede Korkutnell'Unione Sovietica
Molti dei luoghi descritti nel Libro di Dede Korkut fanno parte dei territori che componevano l'Unione Sovietica, paese nel quale fino alla prima metà del XX secolo gli studi sull'epica turca non ricevettero grande interesse. Lo storico turco Hasan Bülent Paksoy sostiene che dopo l'ascesa di Stalin si sarebbe instaurato un vero e proprio tabù sulla storia e sulla cultura legate alla turcologia, condannando questa scelta come un "assalto ideologico". 
Le prime stampe del Libro di Dede Korkut in Russia sono datate 1939 e 1950, anni dopo i quali si sviluppò la condanna ufficiale dei Dastan dell'Asia Centrale. In quest'ottica il Dede Korkut avrebbe rappresentato una spinta al nazionalismo borghese, dannoso e antipopolare nell'Unione Sovietica, che poteva spingere il popolo contro i nuovi alleati della stessa (armeni e georgiani). Tuttavia, vennero pubblicati alcuni dastan come Alpamysh, uscito nel 1957. Alcuni problemi si verificarono con la ripubblicazione del Libro di Dede Korkut nel 1985 in lingua azera, accettata solamente nel 1988.
Il Libro di Dede Korkut è stato ritenuto anche un utile strumento per analizzare le abitudini alimentari dei turchi oghuzi che attraversavano, tra le altre, le terre russe dall'estremo oriente fino a superare il Caucaso, in quanto conterrebbe numerose informazioni sui cibi tradizionalmente consumati, i banchetti e i modi di servire le pietanze.

## Celebrazioni UNESCO

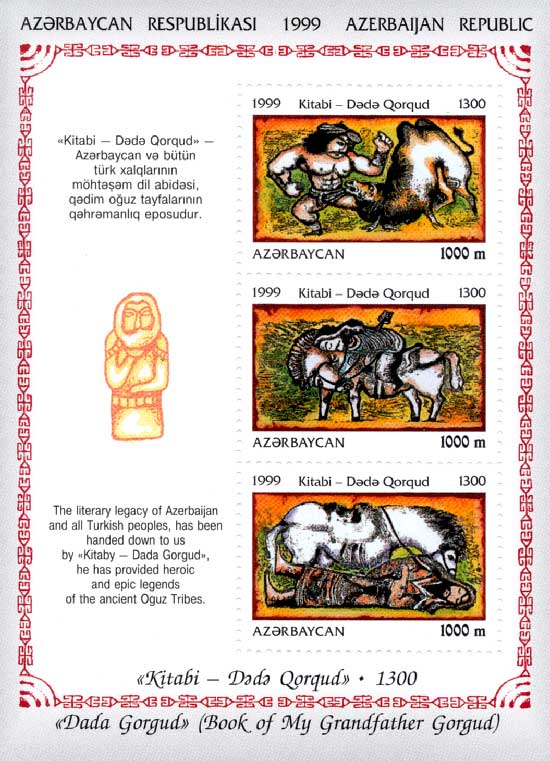
1999, 29 dicembre. Il 1300 ° anniversario di Kitab-i Dədə Qorqud

Nel 2000, la Repubblica azera e l'UNESCO hanno festeggiato i milletrecento anni di storia del Libro di Dede Korkut, elogiato come una delle più alte espressioni delle realtà storiche, geografiche, politiche, sociali, linguistiche e letterarie degli antichi popoli turchi, mantenute vive per secoli grazie alla tradizione orale.
Azerbaigian ha annunciato Kitab-i Dədə Qorqud come la sua prima "Celebrazione degli anniversari" nel 1998.
Nel 1999 la Banca Nazionale dell'Azerbaigian ha coniato monete commemorative in oro ed argento per il milletrecentesimo anniversario dell'opera.
La cultura dei racconti epici, popolari e la musica di Dede Korkut sono stati inclusi nella Lista dei Rappresentanti del Patrimonio Culturale Immateriale dell'Umanità dell'UNESCO nel novembre 2018.